# William F. Buckley Jr.
William Frank Buckley Jr. (ur. 24 listopada 1925 w Nowym Jorku, zm. 27 lutego 2008 w Stamford) – amerykański publicysta konserwatywny, wydawca, pisarz, tradycjonalista katolicki.

## Życiorys
Ukończył studia na Uniwersytecie Yale. Był redaktorem naczelnym dwutygodnika „National Review”, który założył w 1955. Napisał ponad pięćdziesiąt książek politycznych, historycznych i powieści. 
Jego brat, James L. Buckley, był senatorem, a jego jedyny syn, Christopher Buckley, jest pisarzem i satyrykiem.

## Twórczość
- God and Man at Yale (1951)
- McCarthy and His Enemies: The Record and Its Meaning (1954)
- Up from Liberalism. Lanham (1961)
- The Committee and Its Critics: A Calm Review of the House Committee on Un-American Activities (1962)
- Rumbles Left and Right: A Book About Troubling People and Ideas (1963)
- Dialogues in Americanism (1964)
- Unmaking of a Mayor (1966)
- The Jeweler's Eye (1968)
- Odyssey of a Friend: Whittaker Chambers' Letters to William F. Buckley, Jr. 1954–1961 (1969)
- The Governor Listeth (1970)
- Did You Ever See a Dream Walking? (1970)
- Cruising Speed: A Documentary (1971)
- Inveighing We Will Go (1972)
- Four Reforms: A Guide for the Seventies (1973)
- United Nations Journal: A Delegate's Odyssey (1974)
- Execution Eve and Other Contemporary Ballads (1975)
- Airborne: A Sentimental Journey (1976)
- Hymnal: The Controversial Arts (1978)
- Atlantic High: A Celebration (1982)
- Overdrive: A Personal Documentary (1983)
- Right Reason: A Collection (1985)
- Racing through Paradise: A Pacific Passage (1987)
- On the Firing Line: The Public Life of Our Public Figures (1989)
- Gratitude: Reflections on What We Owe to Our Country (1990)
- In Search of Anti-Semitism (1992)
- Windfall: The End of the Affair (1992)
- Happy Days Were Here Again: Reflections of a Libertarian Journalist (1993)
- Nearer My God: An Autobiography of Faith (1997)
- The Lexicon: A Cornucopia of Wonderful Words for the Inquisitive Word Lover (1998)
- Buckley: The Right Word (1996)
- The Blackford Oakes Reader (1999)
- Let Us Talk of Many Things: The Collected Speeches (2001)
- The Fall of the Berlin Wall (2004)
- Miles Gone By: A Literary Autobiography (2004)
- Cancel Your Own Goddam Subscription (2007)
- Flying High: Remembering Barry Goldwater (2008)
- The Reagan I Knew (2008)

### Powieści
- The Temptation of Wilfred Malachey (1985)
- Brothers No More (1995)
- The Redhunter: A Novel Based on the Life of Senator Joe McCarthy (1999)
- Spytime: The Undoing of James Jesus Angleton (2001)
- Elvis in the Morning (2001)
- Nuremberg: The Reckoning (2002)
- Getting It Right (2003)
- The Rake (2007)

Cykl z agentem Blackfordem Oakesem
- Saving the Queen (1976)
- Stained Glass (1978)
- Who's on First (1980)
- Marco Polo, if You Can (1982)
- The Story of Henri Tod (1984)
- See You Later, Alligator (1985)
- High Jinx (1986)
- Mongoose R.I.P. (1987)
- Tucker's Last Stand (1990)
- A Very Private Plot (1993)
- Last Call for Blackford Oakes (2005)